# Йошавица (Вукосавле)
Йошавица (серб. Јошавица / Jošavica) — село в общине Вукосавле Республики Сербской Боснии и Герцеговины. Население составляет 149 человек по переписи 2013 года.